# Det blå lys
Det blå lys er en skønlitterær fantasyroman af Bent Jakobsen, som er illustreret af Flemming B. Jeppesen, og som er udgivet på forlaget Gyldendal. Bogen er en del af serien Striden om natkrystallerne.
Den foregår i 1800-tallet i et sted nær Oxford i England, hvor byen Compton Basset bliver udsat for en troldeplage.
 Der er for få eller ingen kildehenvisninger i denne artikel, hvilket er et problem. Du kan hjælpe ved at angive troværdige kilder til de påstande, som fremføres i artiklen.

| Bog | Spire Denne artikel om bøger og tidsskrifter er en spire som bør udbygges. Du er velkommen til at hjælpe Wikipedia ved at udvide den. |